# Рибль, Томас
Томас Рибль (нем. Thomas Riebl; род. 1956, Вена) — австрийский альтист.
Окончил Венскую академию музыки (1977) у Зигфрида Фюрлингера, затем учился также у Петера Шидлофа и Шандора Вега. Победитель Наумбурговского конкурса молодых исполнителей (1982).
Наиболее известен как ансамблевый музыкант. В 1974—1979 гг. выступал в составе венского Квартета имени Шуберта, в 1979—2004 гг. — в составе Венского струнного секстета. В 1982 г. стал первым исполнителем альтовой сонаты Готфрида фон Эйнема.
С 1983 г. преподаёт в зальцбургском Моцартеуме. Входит в жюри Конкурса альтистов имени Лайонела Тертиса и играет на инструменте, некогда принадлежавшем самому Тертису.